# Kerstster van het Jaar
Kerstster van het Jaar is een Nederlands televisieprogramma dat door de Evangelische Omroep wordt uitgezonden op Zapp, NPO 3. Het programma draait om een drietal teams van presentatoren en acteurs van Zapp die tegen elkaar strijden om de titel kerstster van het jaar. Het programma wordt gepresenteerd door Anne-Mar Zwart.

## Het programma
Zes Zapp-gezichten maken samen met presentatrice Anne-Mar Zwart een rondreis door Israël. Onderweg passeren ze allerlei bekende locaties, zoals Jeruzalem, Bethlehem, het Meer van Tiberias, de Negevwoestijn en de Dode Zee. Overal waar ze komen voeren de Zapp-gezichten opdrachten uit die te maken hebben met het kerstverhaal. Hiermee kunnen sterren gewonnen worden. Het Zapp-gezicht dat aan het einde van de serie de meeste sterren heeft, is de winnaar.

## Seizoen
Het seizoen eindigde uiteindelijk met een gelijk aantal sterren voor kandidaten Iris van Loen en Belle Zimmerman. Na een finalespel kwam Iris uiteindelijk als winnaar uit de bus.
| Team         | Deelnemer       | Verzamelde sterren | Verzamelde sterren | Verzamelde sterren | Verzamelde sterren |
| Team         | Deelnemer       | Afl. 1             | Afl. 2             | Afl. 3             | Afl. 4             |
| ------------ | --------------- | ------------------ | ------------------ | ------------------ | ------------------ |
| Brugklas     | Niek Roozen     | 3★                 | 8★                 | 10★                | 13★                |
| Brugklas     | Belle Zimmerman | 3★                 | 7★                 | 9★                 | 14★                |
| Het Klokhuis | Sosha Duysker   | 4★                 | 7★                 | 10★                | 13★                |
| Het Klokhuis | Pascal Tan      | 2★                 | 5★                 | 6★                 | 8★                 |
| SpangaS      | Iris van Loen   | 2★                 | 7★                 | 11★                | 14★                |
| SpangaS      | Timo Wils       | 4★                 | 7★                 | 8★                 | 10★                |

Legenda:
 Kandidaat heeft op dit moment de meeste sterren.
 Winnaar van de serie.
 Verliezend finalist.